# Mauzoleum Izraela Poznańskiego
Mauzoleum Izraela Poznańskiego – secesyjne mauzoleum na nowym cmentarzu żydowskim w Łodzi.

## Historia
Wbrew wielu prawom religijnym, Izrael Poznański wybudował monumentalny grobowiec, sam zaaprobował projekt budowli, która powstała dopiero trzy lata po jego śmierci; co więcej – pochowany w mauzoleum jest wraz z żoną Leonią.

## Architektura
Mauzoleum zbudowane zostało z szarego granitu i marmuru w latach 1901–1903, według projektu Adolfa Zeligsona (brak źródła potwierdzającego). Pewnym jest, że berlińska firma „Cremer & Wolffenstein” wygrała konkurs na projekt i jego realizację.
Mauzoleum w formie okrągłego tolosa z jasnoszarego granitu umieszczono na planie koła o średnicy podstawy 14,64 m i górnego podestu o średnicy 9,5 metra. Wysokość budowli do zwornika kopuły wynosi 15 m. Szeroki architraw, z posadowioną na nich kopułą o profilu schodkowym, oparty jest na ośmiu masywnych kolumnach o wysokości 5,25 m i czterech filarach oddzielających pary kolumn. Zdobiły go spiżowe girlandy w stylu secesyjnym, które w latach 80. XX w. zostały zdemontowane i przechowywane są w magazynie cmentarza. Pozostał tylko napis: Poznański. W grobowcu znajdują się dwa sarkofagi z czerwonego marmuru, a kopuła została udekorowana od wewnątrz szklaną mozaiką, składającą się z dwóch milionów różnokolorowych kawałków. Przedstawia symbolicznie cztery rajskie rzeki. Całość dzielą na cztery części przebite w kopule okna. W każdym z nich umieszczono palmę na złotym tle z hebrajskimi wersetami biblijnymi po bokach, w których powtarza się imię Izrael, co jest bezpośrednim nawiązaniem do postaci zmarłego, jak i do narodu żydowskiego: m.in. „I nadszedł czas śmierci Izraela. I westchnęli synowie Izraela”. Od sklepień okiennych wychodzą dekoracyjne pasy zbiegające się w centralnie położonym okręgu wypełnionym gwiazdą Dawida. Kompozycja ma ok. 100 m².
Autorstwo mozaikowej dekoracji przypisywano znanej włoskiej firmie sztukatorskiej z Wenecji „Compania Venezia Murano”, założoną w połowie XIX w. przez prawnika – Antonio Salviatiego.
W rzeczywistości mozaikę zdobiącą mauzoleum Izraela Poznańskiego najprawdopodobniej wykonała niemiecka firma Johanna Odorico (mająca swoje oddziały w Berlinie i we Frankfurcie nad Menem). Wskazuje na to odnaleziona w niemieckiej prasie winieta reklamowa tej firmy, gdzie mowa jest o mozaice wykonanej w Łodzi w nieokreślonym mauzoleum – jedynym mauzoleum z tego okresu z dekoracją mozaikową jest opisywany monument. Biorąc pod uwagę, że obiekt budowała firma berlińska, powierzenie wykonania dekoracji berlińskiemu, cenionemu wówczas warsztatowi jest w pełni zrozumiałe.
W środku mauzoleum znajdują się sarkofagi Leonii zmarłej w 1914 i Izraela Poznańskich, wykonane one zostały przez Antoniego Urbanowskiego z czerwonego marmuru. Napisy na czołach sarkofagów są w języku polskim, a daty urodzenia i śmierci podane są według kalendarza żydowskiego. W 1993 wstawiono ozdobne kraty.
Mauzoleum Poznańskiego do dziś uznawane jest za największy grobowiec żydowski na świecie.
Grobowiec jest tak wielki, że nazywany jest ostatnim pałacem Poznańskiego.